# Marcelo Fracchia
Marcelo Wálter Fracchia Bilbao (ur. 4 stycznia 1968 w Montevideo) – piłkarz urugwajski grający podczas kariery na pozycji pomocnika.